# Adam Kasper Mierosławski
Adam Kasper Mierosławski (ur. 22 grudnia 1785 w Roszkach koło Krotoszyna, zm. 16 listopada 1837 w Bar-le-Duc we Francji) – polski szlachcic herbu Leszczyc, pułkownik powstania listopadowego, podpułkownik wojsk napoleońskich, oficer wojska Księstwa Warszawskiego, adiutant marszałka Davouta, kawaler orderu Virtuti Militari, kawaler krzyża Legii Honorowej, odznaczony tytułem Kawalera Cesarstwa Francuskiego, ojciec Ludwika i Adama Piotra oraz Emeryka.
Urodził się jako syn starosty kłeckiego Antoniego Mierosławskiego (ok 1743 †po 1798) i Ksaweryny Franciszki z Umińskich. W 1806 r. wszedł jako podporucznik do 4 pułku piechoty Księstwa Warszawskiego i w 1807 r. został porucznikiem. Kapitan w 1 pułku piechoty nadwiślanskiej, w 1810 r. został szefem batalionu w 4 pułku piechoty francuskiej, a w 1815 r. przeznaczony do 4 pułku piechoty liniowej, awansował na podpułkownika, i w 1817 r. został przeniesiony do korpusu weteranów. Odbył kampanie: 1807 r. przeciw Prusom, 1812 r. w Rosji, 1813 r. w Niemczech i 1814 r. we Francji, za co odznaczony został krzyżem Legii Honorowej z dotacją. W 1813 r. otrzymał tytuł Kawalera Cesarstwa Francuskiego. Brał udział w powstaniu listopadowym w randze pułkownika, za co odznaczony został krzyżem Virtuti Militari. Zmarł 16 listopada 1837 r. w Bar-le-Duc we Francji, w jednym z tzw. dêpots dla emigrantów polskich.
Adam, Ludwik i Emeryk Mierosławscy mieli starszą siostrę Ksawerę zamężną z Wincentym Mazurkiewiczem. Jej córka – Maria Mazurkiewicz była żoną Ludwika Dygata (1839–1901). Córką ich była Janina Zakrzewska z.d. Dygat, nauczycielka.

## Literatura
- Adam Lewak, Kapitan marynarki Adam-Piotr Mierosławski (1815-1851), artykuł w odbitce z Przeglądu Współczesnego nr 51 z lipca 1926 r.
- Polska Encyklopedia Szlachecka
- Polski Słownik Biograficzny
- Rodzina. Herbarz Szlachty Polskiej
- Adam Lewak, Kapitan marynarki Adam-Piotr Mierosławski (1815-1851), s.1. barmen.ch. [zarchiwizowane z tego adresu (2007-09-27)].
- Adam Lewak, Kapitan marynarki Adam-Piotr Mierosławski (1815-1851), s.2. barmen.ch. [zarchiwizowane z tego adresu (2007-09-27)].
- Adam Kasper Mierosławski – Kawaler Cesarstwa Francuskiego, 1813. ornatowski.com. [zarchiwizowane z tego adresu (2016-03-05)].
- Stanisław Kirkor "SŁOWNIK OFICERÓW LEGII NADWIŚLAŃSKIEJ I PUŁKÓW UŁANÓW NADWIŚLAŃSKICH", www.napoleon.org.pl